# Сунцы (Мокрецовское сельское поселение)
 Сунцы  — деревня в Кирово-Чепецком районе Кировской области в составе Мокрецовского сельского поселения.

## География
Расположена на расстоянии менее 2 км на северо-запад по прямой от центра поселения села Каринка.

## История
Известна с 1678 года как деревня Сторожевская с 5 дворами, в 1764 уже деревня Сунцовская с 102 жителями. В 1873 году здесь дворов 21 и жителей 152, в 1905 26 и 168, в 1926 (уже Сунцы) 33 и 178, в 1950 33 и 134, в 1989 21 постоянный житель. 

## Население
Постоянное население составляло 15 человек (русские 100%) в 2002 году, 4 в 2010.